# 戸隠そば

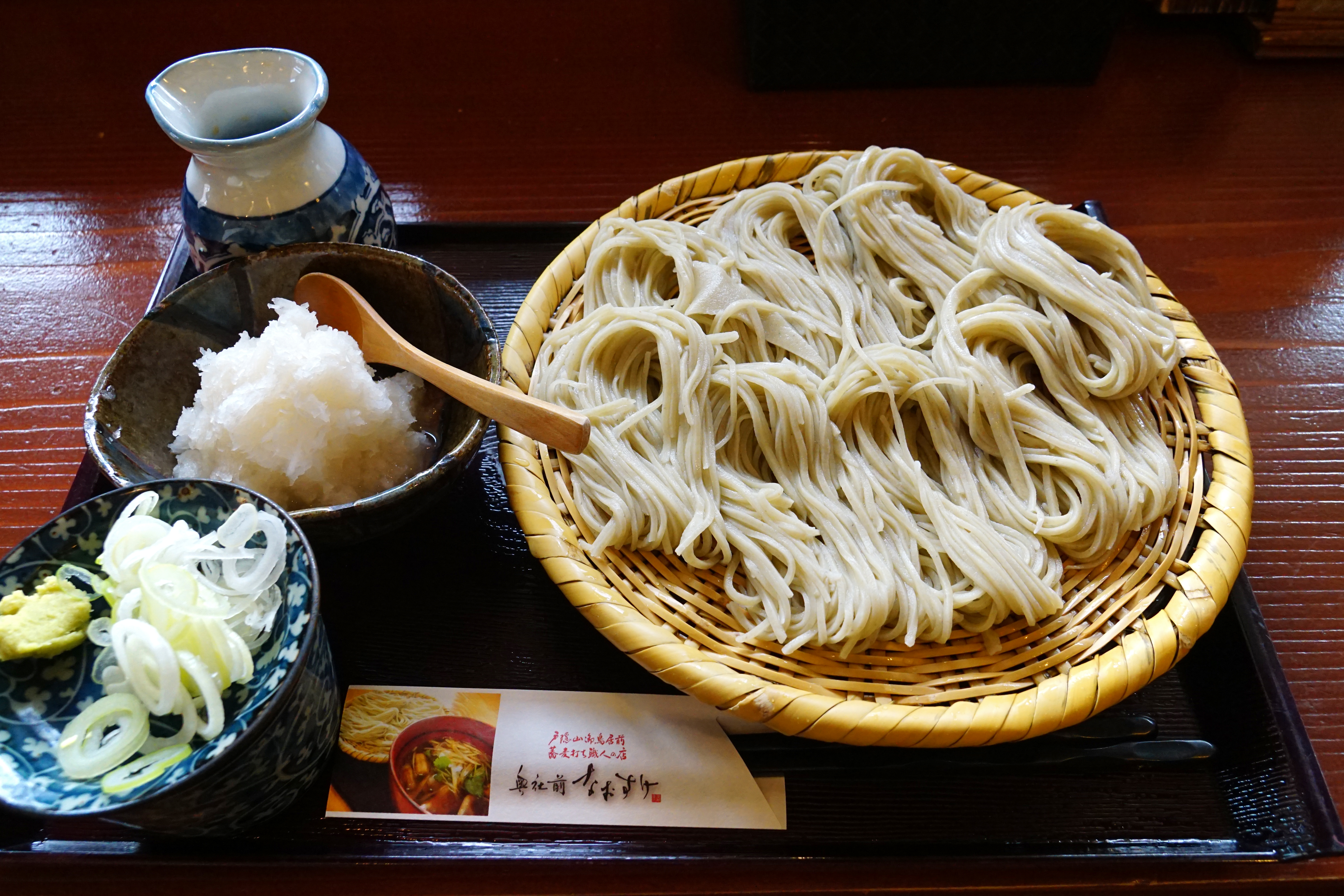
戸隠そばの典型である、ボッチ盛り、円形のざる、薬味の辛味大根

戸隠そば（とがくしそば）は、一般には、長野県長野市戸隠（旧戸隠村）の蕎麦（そば）をさす。岩手県のわんこそば、島根県の出雲そばと共に、日本三大そばの一つとされる。

## 歴史と由来
山岳信仰の栄えた戸隠には、古くから修験者が多く集まってきた。彼らの携行食料として、そばが戸隠にはいってきたと伝えられている。当時のそばは、現在のそばきりではなく、そばがき（蕎麦がき）やそば餅のような形態であったと考えられている。

## 戸隠そばの特徴
戸隠そばの特徴として、
- 挽きぐるみ（ソバの甘皮を取らずに挽く）の蕎麦粉を使用すること。中には玄そばまで挽き込むこともある。
- 延すとき、四つ出し（四角く伸ばす）をせず、丸延しすること。
- 麺棒は一本のみ。
- 水を殆ど切らずに出すこと。
- 「ぼっち盛り」と呼ばれる独特の盛り付けをすること。「ぼっち盛り」とは、一つのざるに5ないしは6束、開口部のつぶれた馬蹄形状に盛る形式をいう。ぼっち（束）の数は戸隠内の地域で変わる。
- 根曲り竹で編まれた円形のざるに盛ること。
- 「ざる」であっても海苔がかけられないこと。
- 薬味には、今は「信州の伝統野菜」に認定されている地元の「戸隠大根」と呼ばれる辛味大根を使うこと。
- 蕎麦が出てくるまでの間に大抵は自家製の漬物などが供されること。
- 天ぷらにはワラビやコゴミといった地元で獲れる山菜類がふんだんに使われること。

といったものが挙げられる。
戸隠では、各家庭に蕎麦打ち職人がいると言われるくらい生活に密着している。

## 戸隠以外での戸隠そば
ぼっち盛りと円形のざるが戸隠そばの特徴であるが、近年｢戸隠そば｣の名前は信州そばの名前の一つとして一般化され、戸隠以外の地域であっても「戸隠そば」の名称で提供されるそばや、スーパーなどで販売されている商品が多数ある。

## 「戸隠そば」の商標登録
地域団体商標の登録が可能になって以降、長野県信州そば協同組合、長野県麺業協同組合（出願番号2006-103782、2006-103784）、戸隠そば協同組合（出願番号2006-121500）から相次いで「戸隠そば」の地域団体商標登録申請が行われたが2013年3月現在、全て登録拒絶されている。

## 博物館

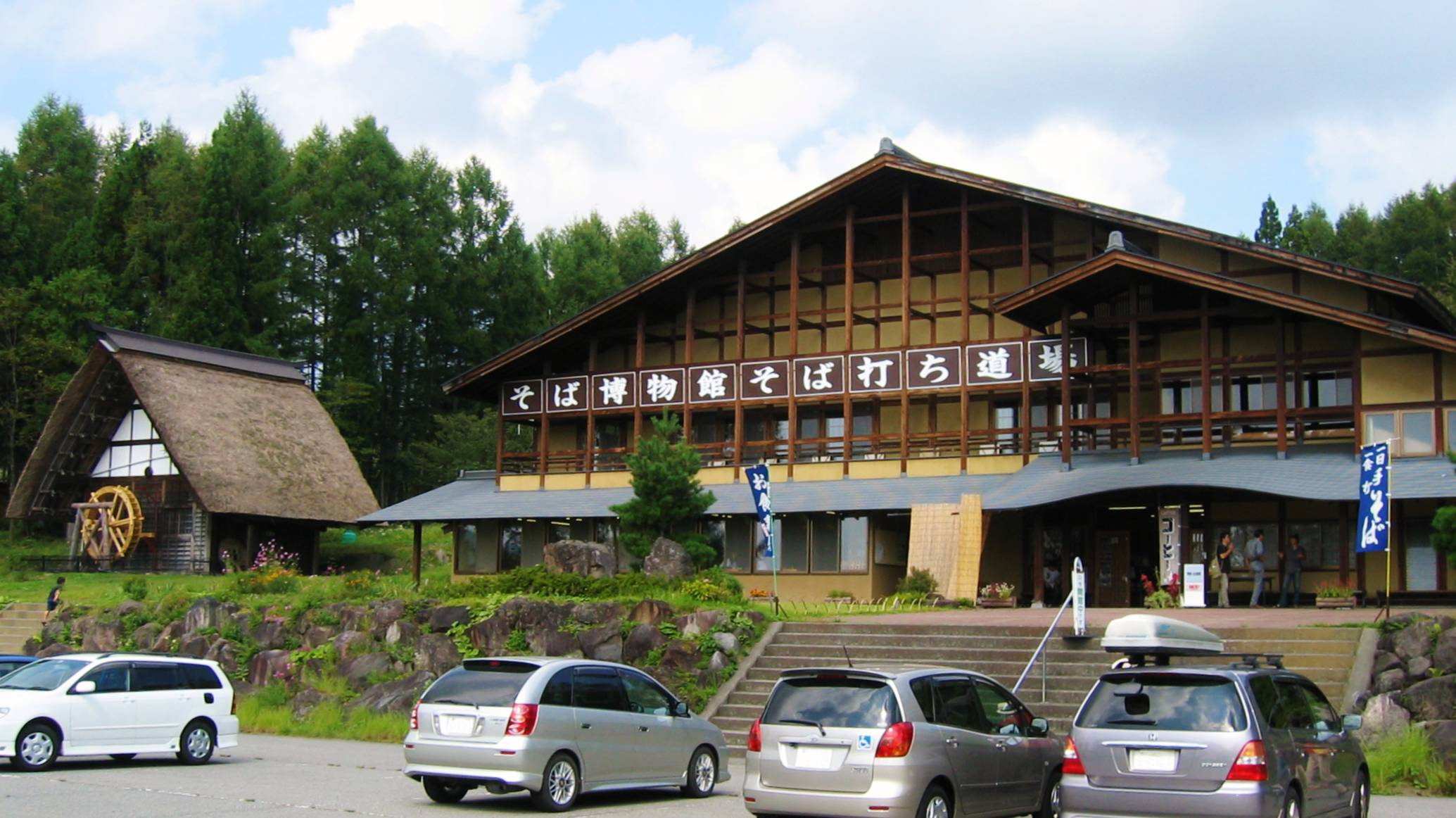
戸隠そば博物館とんくるりん

- 戸隠そば博物館とんくるりん（長野県長野市戸隠）「とんくるりんの名前の由来：戸隠そばを作る際に、とんくるりん、そばをひっくり返す場面があるため。」